# 젠바디
주식회사 젠바디(영어: GenBody Inc.)는 대한민국의 체외진단 기업이다. 다양한 진단 플랫폼을 개발하고 있으며, 주요 제품으로는 LFRT, FIA, VFRT이 있다.

## 역사
현대바이오랜드 연구원 출신인 정 대표가 지난 2012년 설립하였다.
2025년 병무청에 마약류 6종 동시 진단키트 15만개를 공급한 적이 있다.
2024년 회생절차 중인 혈당측정기와 스트립 생산 기업 필로시스를 인수하였으며 2025년 한국평가데이터와 이크레더블에서 각각 A, BBB 등급을 받아 기술성 평가를 통과하고 코스닥 기술 특례 상장을 위한 예비심사를 진행하였으나 미승인 상태가 되었다.